# Abdi Bile
Abdi Bile Abdi (en somali : Cabdi Bille Cabdi), né le 28 décembre 1962 à Las Anod, est un athlète somalien spécialiste des courses de demi-fond. Il est le seul athlète somalien de l'histoire à avoir remporté un titre mondial ou olympique. Il s'est illustré en remportant le titre mondial du 1 500 mètres en 1987.

## Carrière sportive
Abdi Bile, étudiant dans l'université américaine de Georges-Maison en Virginie, fait ses débuts sur la scène internationale à l'occasion des Jeux olympiques de Los Angeles en 1984 ; il est éliminé dès les séries. 
En 1987, il remporte en 3 min 36 s 80 l'épreuve du 1 500 m des Championnats du monde d'athlétisme 1987 de Rome au terme d'une course tactique marquée par l'absence du favori marocain Saïd Aouita. Quelques jours plus tard, il porte son record personnel à 3 min 31 s 71 lors du meeting de Cologne, puis remporte à Rome la finale du Grand Prix en 3 min 31 s 80.
Le Somalien est contraint de déclarer forfait pour les Jeux olympiques de Séoul en 1988 à cause d'une blessure, mais revient plus fort l'année suivante en s'imposant sur neuf des dix courses auxquelles il participe. Il signe la meilleure performance de l'année 1989 sur 1 500 m en 3 min 30 s 55, réalisant le meilleur temps de sa carrière sur la distance. Il remporte en fin de saison la finale de la Coupe du monde des nations à Barcelone, en devançant notamment le Britannique Steve Cram qui dispute sa dernière course internationale.
En 1993, Abdi Bile remporte la médaille de bronze du 1 500 m des Championnats du monde de Stuttgart remporté par l'Algérien Noureddine Morceli, puis prend la deuxième place de la finale du Grand Prix à Londres. Éliminé dès les séries des Mondiaux de Göteborg en 1995, il termine sixième de la finale des Jeux olympiques d'Atlanta en 1996.

## Palmarès

### Championnats du monde
- Championnats du monde d'athlétisme 1987 à Rome :
  -  Médaille d'or du 1 500 m.
- Championnats du monde d'athlétisme 1993 à Stuttgart :
  -  Médaille de bronze du 1 500 m.

## Records personnels
| Épreuve | Temps         | Date       |
| ------- | ------------- | ---------- |
| 800 m   | 1 min 43 s 60 | 16/08/1989 |
| 1 000 m | 2 min 14 s 50 | 13/09/1989 |
| 1 500 m | 3 min 30 s 55 | 03/09/1989 |
| Mile    | 3 min 49 s 40 | 02/07/1988 |
| 3 000 m | 7 min 42 s 18 | 21/08/1994 |